# Ryan Seaton
 (mai 2024).
Si vous disposez d'ouvrages ou d'articles de référence ou si vous connaissez des sites web de qualité traitant du thème abordé ici, merci de compléter l'article en donnant les références utiles à sa vérifiabilité et en les liant à la section « Notes et références ».
Ryan Seaton, né le 3 décembre 1987 à Belfast, est un sportif irlandais, pratiquant la voile.

## Palmarès

### Jeux olympiques
- Jeux olympiques 2016 à Rio de Janeiro (Brésil)
  - participation en 49er
- Jeux olympiques 2012 à Londres (Royaume-Uni)
  - 14e en 49er

### Coupe du monde
- Coupe du monde de voile 2013-2014
  - 2e à l'étape de Hyères